# Ладані Ганна Михайлівна
Ганна Михайлівна Ладані (14 грудня 1914, село Великі Лучки, Австро-Угорщина — 19 жовтня 1988, село Великі Лучки Мукачівського району Закарпатської області) — новатор сільськогосподарського виробництва, двічі Герой Соціалістичної Праці (28 лютого 1949, 26 лютого 1958). Член Ревізійної комісії КПУ в 1960—1971 р. Депутат Верховної Ради УРСР 3—8-го скликань.

## Життєпис

Погруддя Ганни Ладані у Великих Лучках

Народилася 14 грудня 1914 року в селі Великих Лучках (нині Мукачівського району Закарпатської області) у родині селянина-бідняка. Трудове життя розпочала в десять років. Наймитувала в заможних селян, допомагала батькам по господарству.
З 1947 року працювала ланковою колгоспу імені В. І. Леніна у селі Великі Лучки Мукачівського району Закарпатської області. Очолювана нею ланка прославилась високими сталими врожаями соняшнику й кукурудзи.
Член ВКП(б) з 1950 року.
Була делегатом XXII з'їзду КПРС та XXI, XXIII і XXIV з'їздів Компартії України. У 1960–1971 роках — член Ревізійної комісії Компартії України. 
У Великих Лучках встановлене бронзове погруддя Героїні.
Автор книг: «Любіть кукурудзу» (Ужгород, 1961), «Ниво моя неозора» (Ужгород, 1966).

## Нагороди
Нагороджена трьома орденами Леніна, орденом Трудового Червоного Прапора, орденом Жовтневої Революції, орденом Дружби народів, медалями, а також золотими і срібними медалями Всесоюзної сільськогосподарської виставки. Почесна грамота Президії Верховної Ради Української РСР (.12.1964).